# Острови Кука
Острови́ Ку́ка (кук. Kūki ‘Airani; пенрг. Kūki Airani; англ. Cook Islands) — архіпелаг і однойменне державне утворення у вільній асоціації з Новою Зеландією в південній частині Тихого океану в Полінезії.
Межує з територіальними водами Кірибаті, Французької Полінезії, Ніуе, Американського Самоа, Токелау. До складу території входять 15 островів, 3 з яких не мають постійних мешканців. З них 6 островів у Північній групі і 9 островів у Південній групі. Площа суші — 236,7 км² (1965 рік). Чисельність населення — 17 564 осіб. Столиця — місто Аваруа на острові Раротонга.
1888 року острови стали протекторатом Британської імперії, а в 1901 році були передані під управління Нової Зеландії. 1965 року Острови Кука стали автономним державним утворенням у співдружності з Новою Зеландією. Острови Кука — член Південнотихоокеанської комісії і Форуму тихоокеанських островів.

## Назва
Свою сучасну назву архіпелаг отримав тільки у XIX столітті, і був названий російським мореплавцем Іваном Федоровичем Крузенштерном на честь англійського мандрівника Джеймса Кука. Сам Кук, що побував на островах Південної групи у 1773 і 1775 роках, назвав їх Острови Герві (Hervey).

## Історія
Історія Островів Кука схожа на історії інших островів та острівних утворень Полінезії. Спершу — маловивчена доколоніальна епоха. Потім чимало часу вона охоплює колоніальні періоди: як дослідницькі часи перших мореплавців та місіонерів, так «прихисток»-колонізація англійців, а насамкінець і новозеландська анексія. Нова епоха островів настала із середини ХХ століття, коли вони отримали повне самоуправління від Нової Зеландії в сучасній моделі державоутворення — Вільна асоціація з Новою Зеландією.

### Доколоніальні часи
Історія Островів Кука бере свій початок від часу їх заселення полінезійцями. Дослідники вважають, що ці острови заселяли поступово вихідці із сусідніх островів у межах 500—1200 років нашої ери. Але не всі поселенці залишалися на островах, а частково переселялися з них далі. Щоби детальніше вивчити давню історію островів ученим довелося задіяти різні методики.
Тільки завдяки радіовуглецевим датуванням вчені встановили датування перших поселенців на Островах. Тепер вважається, що Острови Кука першими заселили полінезійці з Островів Товариства (з Таїті) в межах 500—600 років нашої ери, які долали океаном 1 154 кілометри (717 миль) на північний схід, щоби перебратися та обжити нові землі. Підтвердженням тому стають лінгвістичні особливості: оскільки роздвоєння прамаркізької і пратаїтянської мов відбулося в межах 900 років, а їх елементи наявні на Островах Кука, то вчені схилилися саме до таїтянського напрямку заселення. За винятком острова Пукапука, де чітко проглядається міграція з острова Самоа.
Вже в останні десятиліття, завдяки детальним вивченням усної народної творчості та культурних артефактів минулого дослідники змогли деталізувати частину доколоніальної історії островів. Так заселення островів Манігікі і Ракаганга відбувалося послідовниками високопоставленої жінки Тоа з племені Пуайкура з Раротонги. Кожен острів, звичайно, має свою усну традицію з варіантами, які не сприяють чіткій часовій шкалі. Проте, археологія підтверджує картину міграції: поселення на західних островах заселялися вихідцями із Самоа і Тонга, а острови східної групи — із Французької Полінезії.
Основним археологічним артефактом тих часів й усталеності острівних мешканців є Ара Метуа (Ara Metua) — вимощена дорога протяжністю 29 км. Спектральний аналіз доводить її побудову орієнтовно в 1200 роках; простягалася навколо Раронтонги. Цій споруді немає рівних у всій Полінезії, що свідчить про високий технічний та культруний рівень тогочасних поселень Островів Кука.
Важливим фактором доколоніальної епохи є колонізація й заселення Нової Зеландії саме полінезійцями з Островів Кука. Адже усні перекази (з обох сторін) стверджують, що перші поселенці там з'явилися десь у 1000 році нашої ери (підтвердженням тому чимало лінгвістичних досліджень у Новій Зеландії). Оспівана в легендах найбільша міграція населення відбулася в 1350 році, коли сім каное відплило з бухти Авана на Раротонзі в бік Нової Зеландії.

### Мандрівники та місіонери
Острови Кука вперше стали відомі світу в епоху Великих відкриттів мореплавцями. Незначні розміри архіпелагу та його віддаленість спричинили до кількаразового його відкриття-дослідження. Першовідкривачами архіпелагу вважають іспанців, які в XVI столітті на своїх кораблях відвідали ці простори та внесли першу письмову згадку про острови, назвавши їх Сан-Бернардо (St. Bernard). Саме капітан Альваро Менданья де Нейра в 1595 році залишив перший опис острова Пукапуки. Десятьма роками пізніше ще одна іспанська морська експедиція на чолі з португальцем Педро Фернандесом де Кірос була в зоні архіпелагу та вперше висадилася на один з островів. Ним виявився Ракаганґа (Rakahanga), і відтоді, 1606 року, острови почали називати Ґенте Гермоса (Gente Hermosa), що перекладається «красиві люди».
Сам же Джеймс Кук потрапив на острови аж із другої своєї спроби (другої навколосвітньої експедиції) в 1773—1774 роках, зокрема острови: Мануае (вересень 1773) і Пальмерстона (червень 1774). Потім було його друге відвідання (в часі 3 експедиції), в 1777 році він потрапив на Атол Мангая (Mangaia et Atiu). Тривалий час був поголос щодо його відвідин Островів на рубежі ХІХ століття, хоча насправді то був не він, а капітан Блай 11 квітня 1789 року поблизу острова Ейтутакі. Хоча саме Джеймс Кук першим оприлюднив назву архіпелагу «Гервей» (Hervey Islands) на зібранні Британського Адміралтейства (British Lord of the Admiralty). Ймовірно, саме ця подія і досягнення відомого англійця спонукали російсько-пруського мореплавця Крузенштерна (Adam Johann von Krusenstern) після навколосвітньої подорожі й публікації свого Атласу Тихого Океану (Atlas de l'Ocean Pacifique) присвоїти цьому архіпелагу назву Острови Кука. Саме відтоді і почастішала ця назва в усіх морських довідниках та атласах.

### Нові часи
У 1843 році, після захоплення Францією острова Таїті, Аріка (місцеві вожді) Островів Кука звернулися до Британської імперії з проханням про опіку над ними. Проте, британський протекторат над Раротонга (пізніше над всіма островами Південної та Північної груп) зголосився лише в 1888 році. Великий інтерес до архіпелагу мала Нова Зеландія, однак більшість маорі, які виступали проти ідеї «колонії в колонії» (на той момент Нова Зеландія була колонією Британії) бажали зберегти певну самостійність під опікою Британської імперії. Все ж у 1901 році управління островами було передано Новій Зеландії. В 1960 році, в результаті антиколоніального руху, Острови Кука першими серед тихоокеанських націй отримали внутрішнє самоврядування. З 4 серпня 1965 Острови Кука стали самоврядною державою у співдружності з Новою Зеландією.
В наступні десятиліття на островах поліпшився економічний і соціальний стан, розширилися повноваження місцевого уряду. В середині 1990-х років країна пережила велику фінансову кризу. В результаті кризи погіршилося становище місцевих жителів, зросла еміграція в Нову Зеландію, також відбувалися часті зміни уряду та прем'єр-міністрів.

## Географія

### Загальна географія

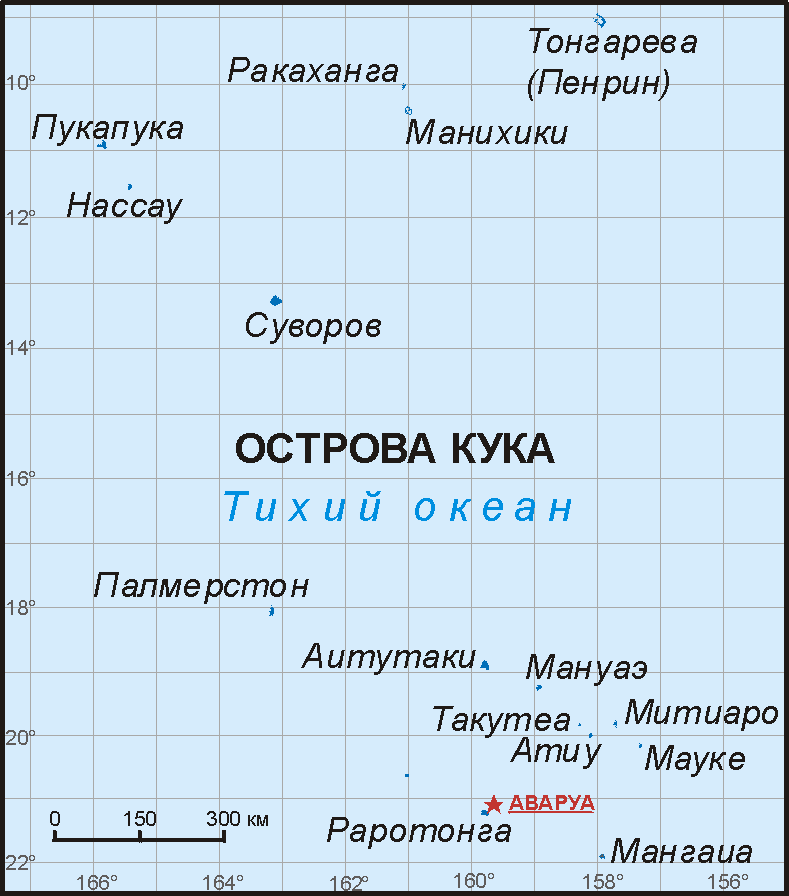
Мапа

Держава Острови Кука складається з 15 островів і атолів, розташованих у Тихому океані в Полінезії між екватором і Тропіком Козерога на площі 2,2 млн км², між Тонга на заході і Островами Товариства на сході. Загальна площа суші становить 236,7 км².
Відстань від найпівнічнішого (острів Тонгарева) до найпівденнішого острова (острів Мангая) становить близько 1400 км.
15 островів розділено на дві групи:
- 9 островів Південної групи: Раротонга (головний острів), Аїтутакі, Атіу, Мангая, Мануае, Мауке, Мітіаро, Палмерстон і Такутеа) — переважно вулканічного походження (заввишки до 652 м). Виняток становлять низовинні атоли Мануае і Палмерстон[5] і низовинний острів Такутеа.
- 6 островів Північної групи: Маніхікі, Нассау, Пукапука, Ракаханга, Атол Суворова і Тонгарева. За винятком Нассау всі острови — низовинні атоли з великими лагунами. Острови Мануае, Суворов і Такутеа не мають постійних мешканців.

### Геологія
Острови Кука представляють п'ять типів острівних систем, що знаходяться в басейні Тихого океану.
| Тип острову                   | Характерні риси | Острови                                                                        |
| ----------------------------- | --- | ------------------------------------------------------------------------------ |
| Піднесений вулканічний острів | Острів вулканічного походження. Висота над рівнем океану — не менше 100 м Гористий рельєф з долинами. Оздоблюючий риф. Широка рифова платформа.                                             | Раротонга                                                                      |
| Піднесений макатеа            | Піднесений вулканічний острів, що утворився в результаті підйому коралової платформи (макатеа), яка оточує вулканічне плато в центрі острова. Оздоблюючий риф з вузькою рифовою платформою. | Атіу, Мангаіа, Мауке, Мітіаро                                                  |
| Піщаний острів                | Маленький низовинний острів (моту), сформований з піску і коралів, що складають стару рифову платформу. Оздоблюючий риф з вузькою рифовою платформою.                                       | Нассау, Такутеа                                                                |
| Квазіатол                     | Частково занурений під воду вулканічний острів. Риси вулканічного острова і атола. Оточений бар'єрним рифом.                                                                                | Аітутакі                                                                       |
| Атол                          | Низовинний острів. Суша утворилася на старій рифовій платформі, що сформувалася на краю океанічного вулкана. Оздоблюючий риф часто прорізаний вузькими протоками.                           | Маніхікі, Мануае, Палмерстон, Пукапука, Ракаханга, Суворов, Тонгарєва (Пенрін) |

Острови Північної групи за віком старіші, ніж острови Південної групи, і є низовинними атолами без підземних печер і з відсутністю слідів карстоутворення. Всі атоли за винятком Тонгарева (Пенрін) виникли на підводному плато Маніхікі, що знаходиться на глибині 3000 м від поверхні океану.
Острови Південної групи становлять близько 90 % суші країни і є продовженням вулканічного пасма, що тягнеться в південній частині Тихоокеанської плити від островів Тубуаї (Французька Полінезія). Найбільший острів, Раротонга, є вулканічним островом, висота якого сягає 653 м. Чотири острови Південної групи (Атіу, Мангая, Мауке, Мітіаро) мають складну геологічну будову і рельєф зі слідами карстоутворення і розгалуженими печерними системами. Їхнє формування відбувалося приблизно 10 млн років тому в результаті оточення вулканічного утворення кораловим рифом. Раротонга ж з'явився тільки 2 млн років тому внаслідок високої вулканічної активності в цій частині Тихого океану.

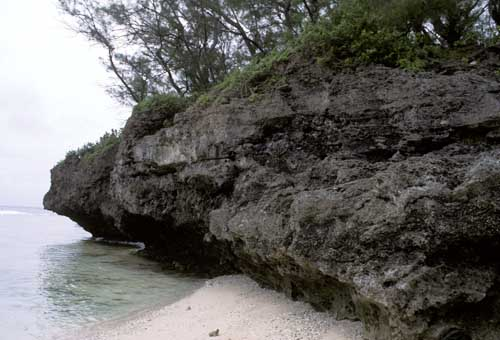
Берегові скелі острова Атіу

Однією з геологічних особливостей островів Північної групи є наявність берегових скель, утворення яких відбувалося приблизно на рівні 1 м нижче поверхні землі. В результаті хімічних реакцій між водою і карбонатом кальцію відбулося утворення вапна, яке служить цементувальним засобом між черепашками і коралами берегових скель. Ці геологічні утворення також є природним захистом природних підземних резервуарів прісної води.
Корисні копалини, видобуток яких можна було б здійснювати у промислових розмірах, на поверхні і в надрах островів архіпелагу Кука відсутні. Проте наприкінці 1970-х років у Винятковій прибережній економічній зоні Островів Кука проводилися дослідження океанічного дна. В результаті на глибині приблизно 5000 м були виявлені одні з найбільших в Тихому океані скупчення залізо-марганцевих конкрецій, а також кобальту (приблизно 7,5 млн тонн).Проте зараз будь-яких розробок не ведеться.

### Клімат
Клімат на островах тропічний морський з чітко означеним сезоном дощів з листопада по квітень і сухим сезоном з травня по жовтень. Середньорічна кількість опадів близько 2000 мм, дві третини яких випадає в сезон дощів, який також є сезоном тропічних циклонів. Офіційно сезон тропічних циклонів починається 1 листопада і закінчується 30 квітня. Циклони переважно формуються на захід від Північної групи островів Кука і рухаються в південному напрямі аж до 15° півд. ш., після чого переміщуються в південно-східному напрямі.
Під час течії Ель-Ніньйо ці циклони, формуючись поблизу Північної групи, рухаються в бік Французької Полінезії, а на островах Південної групи спостерігається різке зниження кількості опадів (до 60 %), тоді як на островах Північної групи кількість опадів різко зростає (до 200 %). Зворотна ситуація спостерігається при течії Ла-Нінья.
Впродовж практично всього року панують пасати. Найсильніше вітри дмуть у зимові місяці, коли до островів Південної групи підступає антициклон. Літом вітер слабкіше, оскільки субтропічні антициклони стають менш інтенсивними і пересуваються в південному напрямку.
Середньорічна температура варіюється від 21 °C до 28 °C і багато в чому залежить від перебігу Ель-Ніньйо.

### Ґрунти і гідрологія

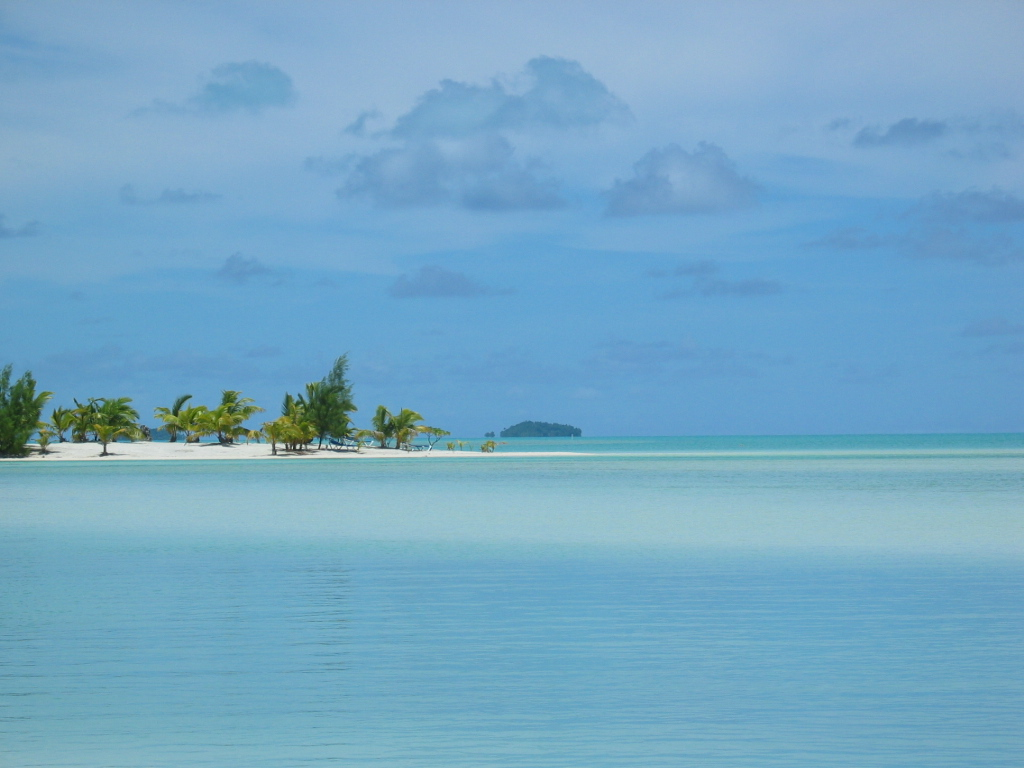
Лагуна атола Аїтутаки

Більшість островів архіпелагу Кука є низовинними атолами, на яких відсутні прісні озера або великі потоки води у вигляді річок. Ґрунти островів Північної групи архіпелагу Кука мають типовий для інших атолів Океанії склад: уламки коралів і низький зміст органічних речовин, які скупчуються у верхніх шарах.Ці ґрунти малородючі, високопористі і придатні тільки для кокосових пальм, панданусів і деяких інших видів тропічних рослин. У болотистих місцевостях виростає вирощуване місцевими мешканцями таро.
Ґрунти островів Південної групи архіпелагу Кука переважно вулканічного походження, у зв'язку з чим родючіші, а отже, придатніші для сільськогосподарського використання. За винятком Раротонги і Аїтутаки велику частину островів Південної групи займає макатеа з дуже порізаним рельєфом. Через те, що макатеа складається з коралового вапняку, ґрунти в цьому місці мають високий рівень pH. У низовинах островів переважають родючі аллювіальні ґрунти. Деякі внутрішні райони Атіу і Мангая мають сильну ґрунтову ерозію (це наслідки ананасових плантацій). Значна частина острова Раротонга покрита еродованим ґрунтом.
На островах Північної групи через маленьку площу, низьку висотність, пористість ґрунтів відсутні будь-які річки. Натомість, вода, просочуючись крізь землю, утворює лінзу злегка солонуватої води. Проте це джерело води швидко виснажується, тому місцеві жителі переважно покладаються на дощову воду, яку збирають у спеціальні резервуари. На островах Пукапука, Нассау, Ракаханга є криниці.

## Флора і фауна

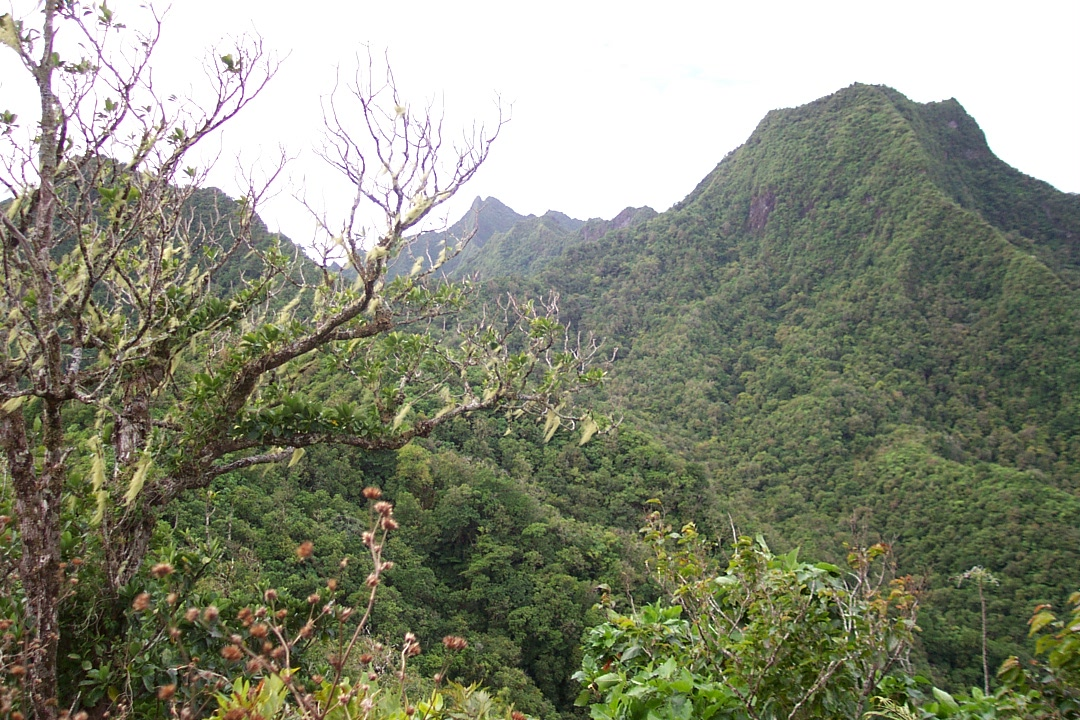
Тропічні ліси острова Раротонга

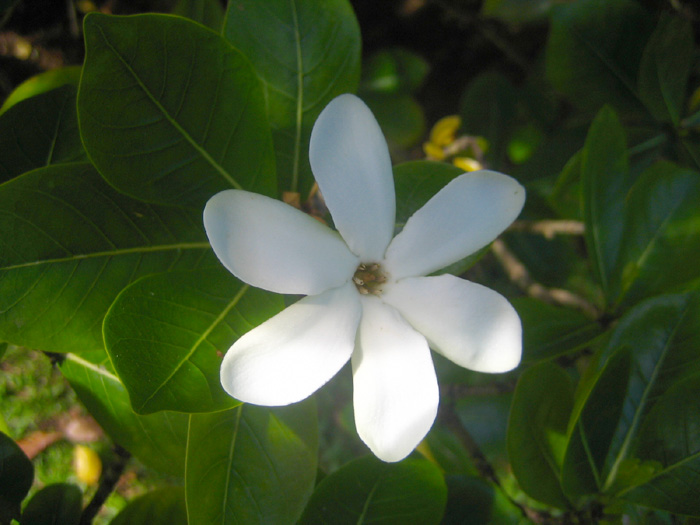
Gardenia taitensis, національна квітка Островів Кука

Рослинність островів Кука мало чим відрізняється від рослинності інших атолів Тихого океану. Лише на островах Південної групи рослинний покрив різноманітніший, що пояснюється особливостями геологічної будови і вулканічним походженням цих островів. На них можна виділити кілька зон певної рослинності: флора макатеа, прибережна флора, флора болотистої місцевості, папоротеві угруповання, ліси.
Рослинні угруповання макатеа грають дуже важливу роль в житті місцевих жителів. До появи на островах кіз і свиней райони макатеа залишалися практично недоторканими людиною. На них і зараз росте велика кількість рослин, багато з яких використовуються в медичних цілях, для будівництва житла та каное. Прибережна флора таких островів, як Раротонга і Аітутакі, схильна до значного антропогенного впливу в зв'язку з розвитком туризму. Крім традиційних рослин, на березі зустрічається велика кількість завезених людиною рослин, наприклад, мімоза. У заболочених місцевостях островів архіпелагу Кука виростають типові для цих місць рослини, а місцеві жителі вирощують таро. На островах Атіу, Мангаіа, Мауке і Раротонга повсюдно зустрічаються папороті, які захищають тонкий шар родючого ґрунту від вимивання. Вологі джунглі займають до 64 % острова Раротонга, хмарні ліси (тропічні вічнозелені ліси на схилах гір на висоті 400 м в смузі конденсації туманів), у яких росте багато ендемічних рослин, — до 3 % острова.
Типовими рослинами для островів вулканічного походження є казуарини, гібіскуси, завезені європейцями франгіпани і бугенвілії. Убога рослинність атолів, де ґрунти дуже бідні і єдиним джерелом прісної води є дощі, вичерпується панданами. Повсюдно ростуть кокосові пальми.
Наземні ссавці представлені переважно інтродукованими видами: собаками, свинями і кішками. На островах Раротонга і Мангаіа мешкає Pteropus tonganus, широко поширені пацюки малі (Rattus exulans) і краби кокосові (Birgus latro).
Світ орнітофауни островів Кука дуже багатий. На островах Північної групи, переважно покритих кокосовими пальмами, мешкає лише один наземний вид птиці — Ducula pacifica, який живиться плодами геттарди (Guettarda speciosa). Однак такі острови, як Суворов і Такутеа, є місцями великих колоній птахів, де гніздяться багато видів морських птахів: темний крячок (Sterna fuscata), Fregata ariel, червононога олуша (Sula sula), Phaethon rubricauda, великий фрегат (Fregata minor), бура олуша (Sula leucogaster), маскова олуша (Sula dactylatra), Numenius tahitiensis.
На островах Південної групи мешкає 11 видів корінних немігруючих видів наземних птахів. До них належать 4 види птахів-ендеміків, що мешкають у межах тільки одного острова (Pomarea dimidiata, Aplonis cinerascens, Aerodramus sawtelli, Todiramphus ruficollaris), два види птахів-ендеміків, що гніздяться на двох островах (Ptilinopus rarotongensis і Acrocephalus kerearako) і 5 видів неендемічних птахів.

## Населення
Населення островів Кука становить 17 тис. осіб станом на липень 2020 року. Мешканці Островів Кука згідно зі статусом самоврядного державного утворення у вільній асоціації з Новою Зеландією є громадянами (підданими) Нової Зеландії. Останніми роками спостерігається значний відтік корінного населення в цю країну. Зменшення чисельності населення Островів Кука відбувається здебільшого в періоди економічної кризи, коли населення вирушає до Нової Зеландії в пошуках роботи, зворотна ситуація — під час економічного зростання. Так, значне скорочення чисельності населення Островів Кука спостерігалося в період з 1971 до 1991 року. Важливим демографічним показником також є внутрішня міграція. Наприклад, у 1991 році спостерігалося збільшення чисельності населення острова Маніхікі більш ніж на 30 %, у той час як на островах Мангая і Палмерстон спостерігалося зниження більш ніж на 20 %. Такі тенденції пояснюються зростанням вилову перлів на острові Маніхікі та зниженням економічної активності на острові Мангая.
Згідно з переписом 2011 року чисельність населення Островів Кука становила 14 974 осіб, з яких 10 572 проживало на острові Раротонга загальною площею 67,1 км². У столиці, місті Аваруа, проживало 6935 осіб. 92,57 % населення (13 862 ос.) мешкає на островах Південної групи, майже три чверті — на Раротонга. У зв'язку з обмеженою кількістю робочих місць багато мешканців островів проживають за кордоном, переважно в Новій Зеландії.
Щільність населення — 63,26 ос. на км². Острови Мануае, Суворов і Такутеа незаселені.

### Етнічний склад
Більшість населення островів Кука — представники народу маорі островів Кука, які близькі до корінного населення Французької Полінезії та Нової Зеландії. Попри значний вплив західної культури (різних релігійних навчань, способу життя), традиційна культура островів Кука не зникла і продовжує свій розвиток.
87,7 % населення становить корінний народ — маорі островів Кука. Частка іноземців низька — 6,5 %. Решта населення — люди від змішаних шлюбів маорі й іноземців.
Мешканці більшості островів розглядаються як представники однієї етнічної групи — маорі островів Кука. Усередині них виділяються групи, відповідно до окремих островів: раротонганці, мангайці, тонгареванці, манігікі-ракаганґанці. Лише населення острова Пукапука — пукапуканці — розмовляє на іншій мові і вважається окремим полінезійським народом. Особливу етнічну спільноту становлять жителі атолу Палмерстон і вихідці з нього, яких багато на Раротонґа і в Новій Зеландії. Вони є нащадками англійського моряка Вільяма Мастерса і трьох його полінезійських дружин.

### Мови
Мешканці більшості островів Кука розмовляють полінезійськими мовами, перш за все, кукською (маорі островів Кука або кукська маорі), яка стала офіційною мовою в 2003 році. Вона представлена двома групами діалектів — ракаганґа-манігікі і раротонґа (або раротонґа-манґайська), які нерідко вважаються окремими мовами.
Мешканці атолу Тонгарева (Пенрин) розмовляють близькою мовою тонгарева (пенринською). Мешканці Пукапука і Нассау розмовляють віддалено спорідненою з першими двома мовами пукапука.
Друга державна мова — англійська. Вона є рідною мовою для мешканців атолу Палмерстон.